# Herminia obsoleta
Herminia obsoleta là một loài bướm đêm trong họ Noctuidae.